# Allianz
Allianz SE (/aˈli̯ants/) è una società europea di servizi assicurativi e finanziari con sede a Monaco di Baviera, in Germania, e operante in tutto il mondo. 
Nata nel 1890 a Berlino, all'epoca Impero tedesco, ebbe una limitata espansione internazionale fino al secondo dopoguerra; successivamente aprì uffici e filiali fuori dalla Germania e iniziò ad acquisire altre compagnie nel continente europeo.
Nel terzo millennio ha consolidato il suo marchio con sponsorizzazioni mirate, grazie ad accordi di naming con importanti impianti sportivi come lo stadio del Bayern Monaco in Germania, quello della Juventus in Italia, del Palmeiras in Brasile e il Sydney Football Stadium in Australia. È partner assicurativo mondiale dei Giochi olimpici e paralimpici per il periodo 2021-2028.
Nel 2024 Allianz si riconferma, per il sesto anno consecutivo, il brand assicurativo di maggior valore al mondo secondo la classifica Best Global Brands pubblicata da Interbrand.
Nel rapporto Top 500 Global Brand pubblicato da Brand Finance, società leader nella consulenza strategica sui brand, Allianz si è posizionata al 25° posto (28° nel 2024, 24º nel 2023 e 30° nel 2022) nella classifica dei brand di maggior valore al mondo, prima Compagnia di Assicurazione e di gestione del patrimonio.

## Storia
Allianz è stata fondata a Berlino nel 1890 e ha trasferito la sua sede principale a Monaco di Baviera nel 1949.
Alla fine del diciannovesimo secolo apre una succursale a Londra.
Dopo la Seconda guerra mondiale, le attività economiche riprendono gradualmente: apre un ufficio a Parigi verso la fine degli anni cinquanta e uno in Italia negli anni sessanta. Nel corso degli anni settanta l'espansione prosegue in Gran Bretagna, Paesi Bassi, Spagna, Brasile e Stati Uniti d'America. Nel 1986, Allianz acquista Cornhill Insurance PLC, compagnia assicuratrice londinese, e una partecipazione in Riunione Adriatica di Sicurtà (RAS), compagnia di assicurazioni di Trieste.
Nel 1990, Allianz inizia un'espansione in otto stati dell'Europa dell'est partendo dall'Ungheria. Nello stesso decennio, Allianz acquisisce Fireman's Fund, un fondo monetario statunitense e una partecipazione in Assurances Generales de France (AGF) di Parigi. Queste acquisizioni furono seguite da un'espansione in Asia e dalla creazione di numerose joint ventures e acquisizioni in Cina e Corea del Sud.
Nel 2001, Allianz acquista la Dresdner Bank, banca tedesca, formando Allianz Dresdner Asset Management che in seguito (2004) verrà denominata Allianz Global Investors.
L'8 febbraio 2006 gli azionisti di RAS approvano la fusione con Allianz. Come conseguenza di questa operazione il gruppo Allianz si converte in Società Europea (SE) il 13 ottobre 2006.
Dal 1º ottobre 2007 è presente in Italia con la denominazione di Allianz S.p.A., in cui ha conglobato le preesistenti compagnie Allianz Subalpina, Lloyd Adriatico, e RAS (ora divisioni commerciali della "casa madre"). Come conseguenza della fusione, mentre è rimasto immutato il marchio Allianz Subalpina, i precedenti marchi delle restanti due società si sono trasformati rispettivamente in Allianz Lloyd Adriatico e Allianz RAS.
Nel corso dell'agosto 2008 Allianz ha annunciato la vendita delle quote di sua proprietà di Dresdner Bank a Commerzbank, in larga parte in cambio di azioni. Come conseguenza di questa operazione, Allianz possiederà una quota rilevante del nuovo gruppo bancario Commerzbank/Dresdner.

Presenza del Gruppo Allianz nel mondo.

Particolarmente rilevante è il rapporto con il costruttore automobilistico Volkswagen con il quale vanta una collaborazione da più di 60 anni; nel settembre del 2012 hanno dato vita ad una società congiunta denominata Volkswagen autoversicherung ag, posseduta al 51% da Volkswagen tramite la propria società finanziaria, la Volkswagen Financial Services AG, e per il rimanente 49% da Allianz, con l'obiettivo di fornire assicurazioni auto ai clienti del gruppo automobilistico tedesco: inizialmente la joint venture riguarderà solo la Germania ma non è escluso che in seguito estenderà il proprio raggio d'attività anche nel resto d'Europa, Italia compresa.
Allianz è ora presente in più di 70 paesi con oltre 155.000 dipendenti. A capo di questo gruppo internazionale è posta la holding, Allianz SE. Il gruppo Allianz fornisce agli oltre 126 milioni di propri clienti un insieme di servizi assicurativi, finanziari e bancari.
Al 31 dicembre 2017 vanta una coefficiente di solvibilità pari al 229%; al 31 dicembre 2019 un Solvency II Capitalization Ratio del 212% e del 207% nel 2020. 
Allianz è uno dei maggiori gestori patrimoniali al mondo, con asset di terzi in gestione per 1.966 miliardi di euro a fine anno.

## Management
Presidente e Amministratore delegato:
- 1991-2003: Henning Schulte-Noelle
- 2003-2015: Michael Diekmann
- dal 6 maggio 2015: Oliver Bäte

## Allianz Italia
Allianz SE è presente in Italia dal 1º ottobre 2007 con la denominazione di Allianz S.p.A. In questa società sono state conglobate, trasformandole in divisioni commerciali, le preesistenti compagnie Allianz Subalpina, Lloyd Adriatico, e RAS.
Come conseguenza della fusione dal 1º ottobre 2007:
- il marchio Lloyd Adriatico si è trasformato in Allianz Lloyd Adriatico;
- il marchio RAS si è trasformato in Allianz RAS;
- è rimasto immutato il marchio Allianz Subalpina;
- RasBank, la Banca del Gruppo Ras che si avvale dei Consulenti Finanziari (Financial Advisors), ha cambiato denominazione divenendo Allianz Bank Financial Advisors S.p.A.

La sede legale e operativa della Compagnia è situata a Milano, in Piazza Tre Torri, 3 (Torre Isozaki) e a Trieste, Largo Ugo Irneri 1 (ex sede legale e sede del Lloyd Adriatico).

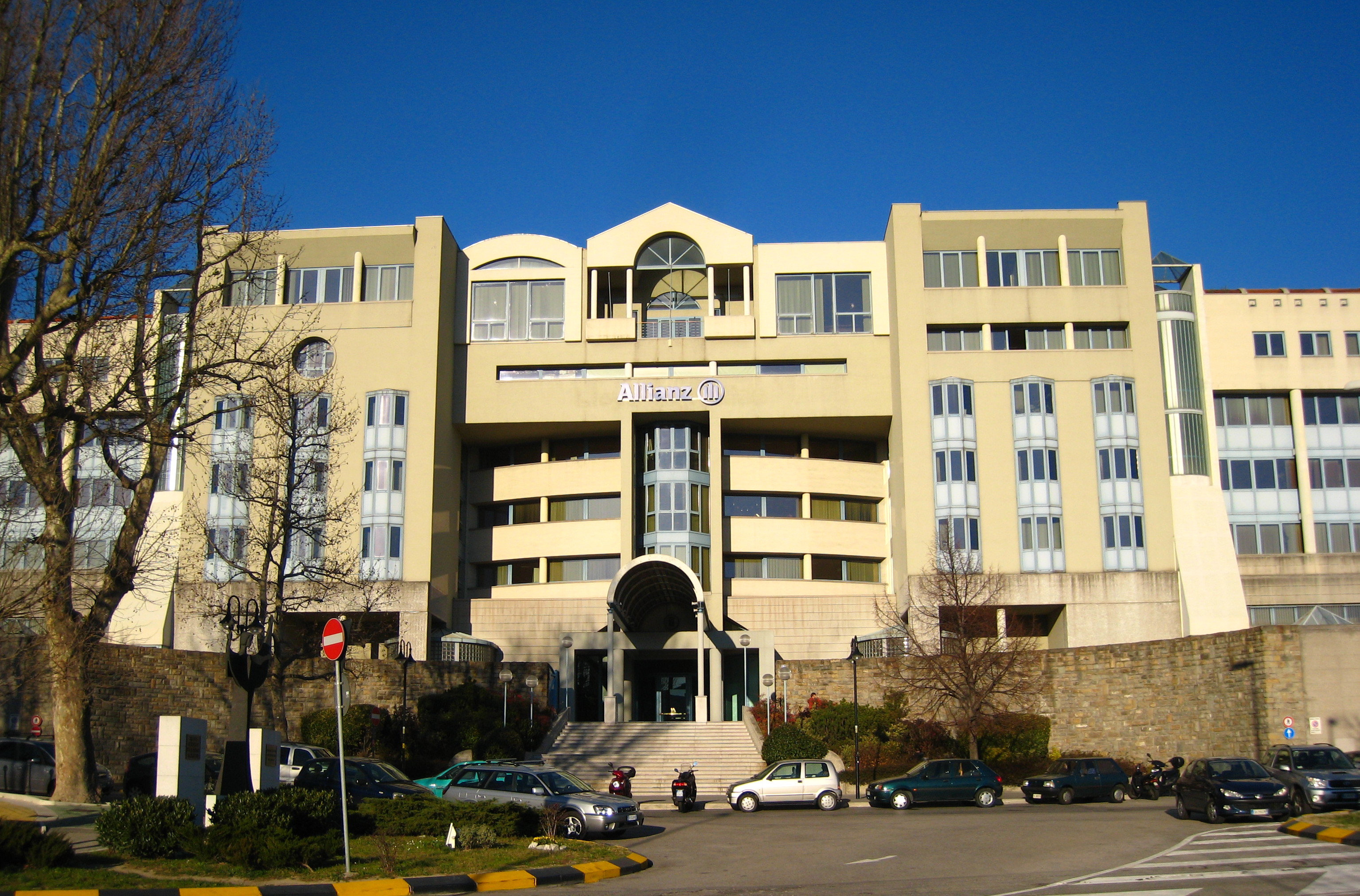
Gli uffici di Allianz a Trieste

Il 1º maggio 2013, un nuovo passaggio nel processo di integrazione: i tre marchi delle divisioni commerciali hanno lasciato il posto ad un unico marchio Allianz. Attualmente la Compagnia può contare su una rete di circa 2200 Agenzie in tutta Italia.

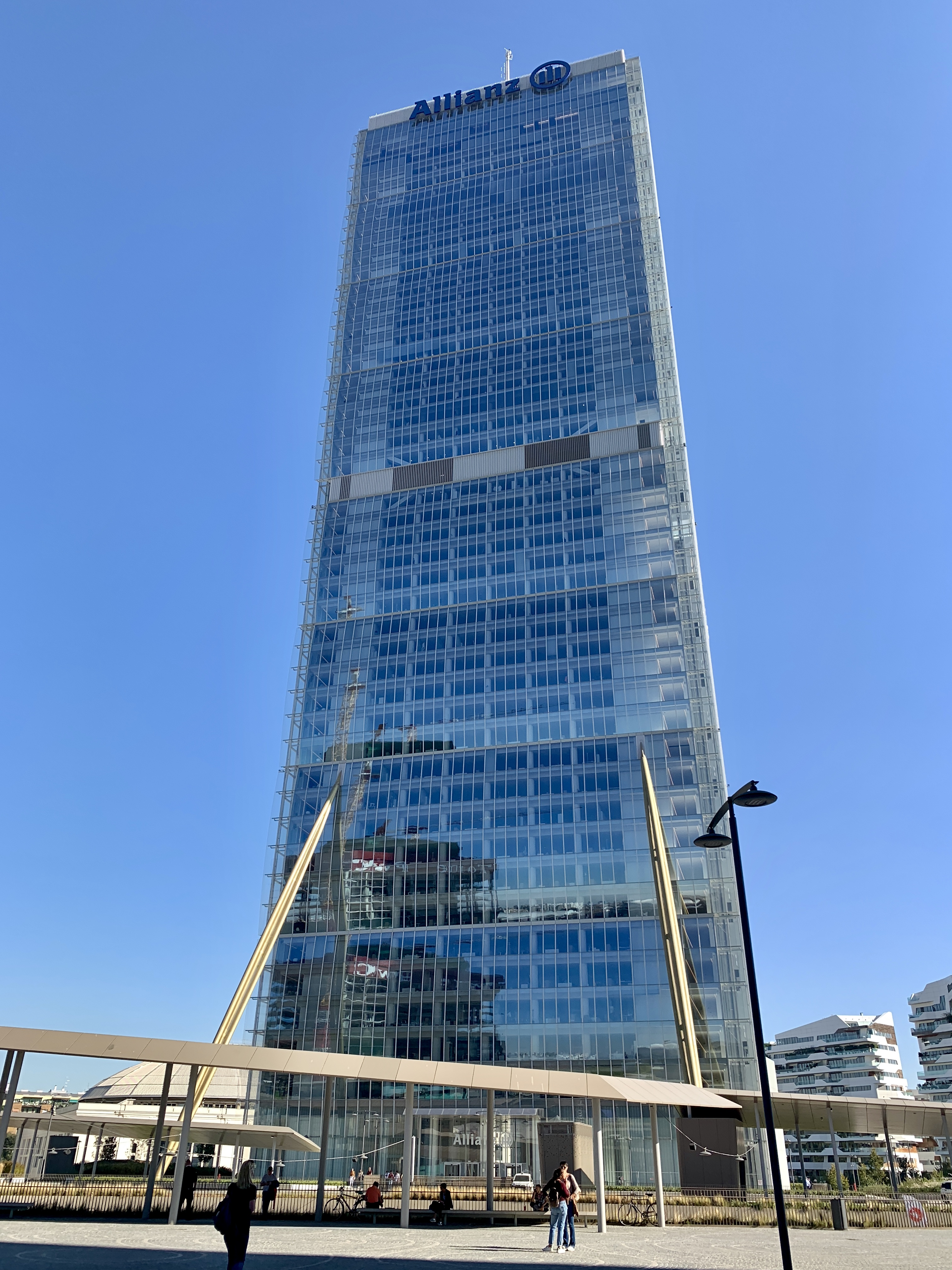
Torre Isozaki sede legale di Allianz a Milano

Fanno parte del Gruppo Allianz anche:
- Allianz Direct (ex Genialloyd) - Compagnia di assicurazioni diretta (online/telefonica);
- Allianz Bank Financial Advisors S.p.A. - Banca d'investimento;
- Allianz Global Assistance  - Compagnia di assicurazioni viaggi e assistenza;
- UniCredit Allianz Assicurazioni e UniCredit Allianz Vita - accordo di bancassurance;
- Allianz Next S.p.A. (ex Allianz Viva e Tua Assicurazioni) - Compagnia di assicurazione;
- Allianz Trade - Società specializzata in crediti commerciali per le aziende;
- Allianz Investitori SGR - Gestione grandi patrimoni;
- RB Fiduciaria;
- Fondazione Allianz UMANA MENTE;
- San Felice - Azienda vitivinicola;
- Borgo San Felice Relais & Châteaux - Albergo diffuso 5 stelle;

Nel 2014 Allianz compra da UnipolSai un consistente numero di agenzie Divisione Milano Assicurazioni e di agenzie Divisione SASA. Dal primo gennaio 2015 il portafoglio Divisione Milano e Divisione SASA passa definitivamente ad Allianz.
Il 17 Marzo 2021 la Compagnia diretta (online/telefonica) Genialloyd S.p.A. ha mutato il suo nome in Allianz Direct S.p.A
Dal 1º ottobre 2021 ha acquisito la Compagnia Aviva Italia S.p.A. che ha cambiato denominazione in Allianz Viva S.p.A. 
Il 28 marzo 2022 la società del gruppo Euler Hermes, specializzata in crediti commerciali per le aziende, ha mutato il nome in Allianz Trade. 
A dicembre 2023 l'UE ha autorizzato Allianz all'acquisizione da Assicurazioni Generali SpA della Compagnia TUA Assicurazioni, specializzata nel mercato danni auto. 
Dal 01/01/2025 la Compagnia TUA Assicurazioni è integrata, mediante conferimento d'azienda, in Allianz Viva che ha mutato la propria denominazione sociale in Allianz Next S.p.A. 
Allianz SE detiene una quota dell'1,99% nel capitale azionario del gruppo bancario UniCredit nel cui consiglio siede un rappresentante del gruppo tedesco: l'attuale consigliere è Helga Jung; altresì Allianz ed Unicredit hanno in essere due partnership: nel settore assicurativo tramite CreditRas e Unicredit Banca e, tramite le società Allianz Global Investor e Unicredit Private Banking, nella gestione di patrimoni e nella consulenza finanziaria.

## Il logo Allianz
Il logo di Allianz è l'evoluzione stilistica dello stemma dell'aquila imperiale, adottato dalla società fin dal 1890, anno della sua fondazione.

## Altre società del gruppo
Fanno parte del gruppo Allianz SE e sono operanti anche in Italia le società:
- Allianz Partners SAS- specializzata in assicurazioni viaggio, international health & life, automotive assistance e assistenza B2B2C;
- Allianz Trade (ex Euler Hermes Group SAS) - specializzata in crediti commerciali per le aziende;
- Allianz Global Corporate & Specialty SE - specializzata nei rischi assicurativi corporate (aviation, marine, energy & construction, entertainment);
- Allianz Lebensversicherungs-AG
- Allianz Global Investor GMBH;
- PIMCO Europe GMBH.

## Sport

### Automobilismo

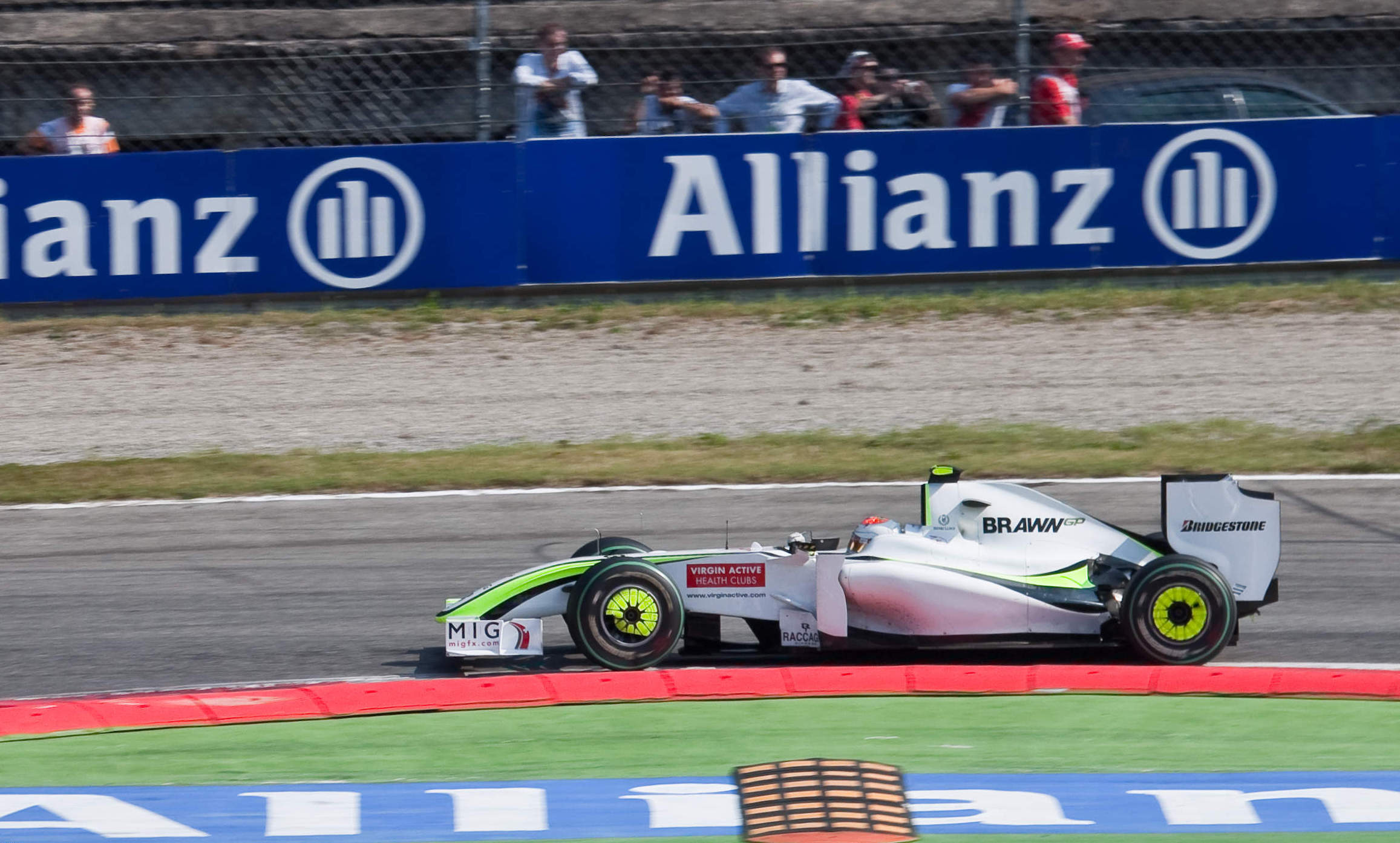
Allianz come sponsor della Formula 1.

Allianz a partire dai primi anni 2000 è entrato nel mondo della Formula 1 in qualità di sponsor di alcuni team, quali Williams F1 e Mercedes GP Petronas. Negli anni ha ricoperto altri incarichi: partner per la sicurezza del campionato dal 2007 al 2017, con i loghi Allianz presenti sulle Safety Car.
Nel febbraio 2017, Allianz diventa "official partner" della Formula E.

### Calcio

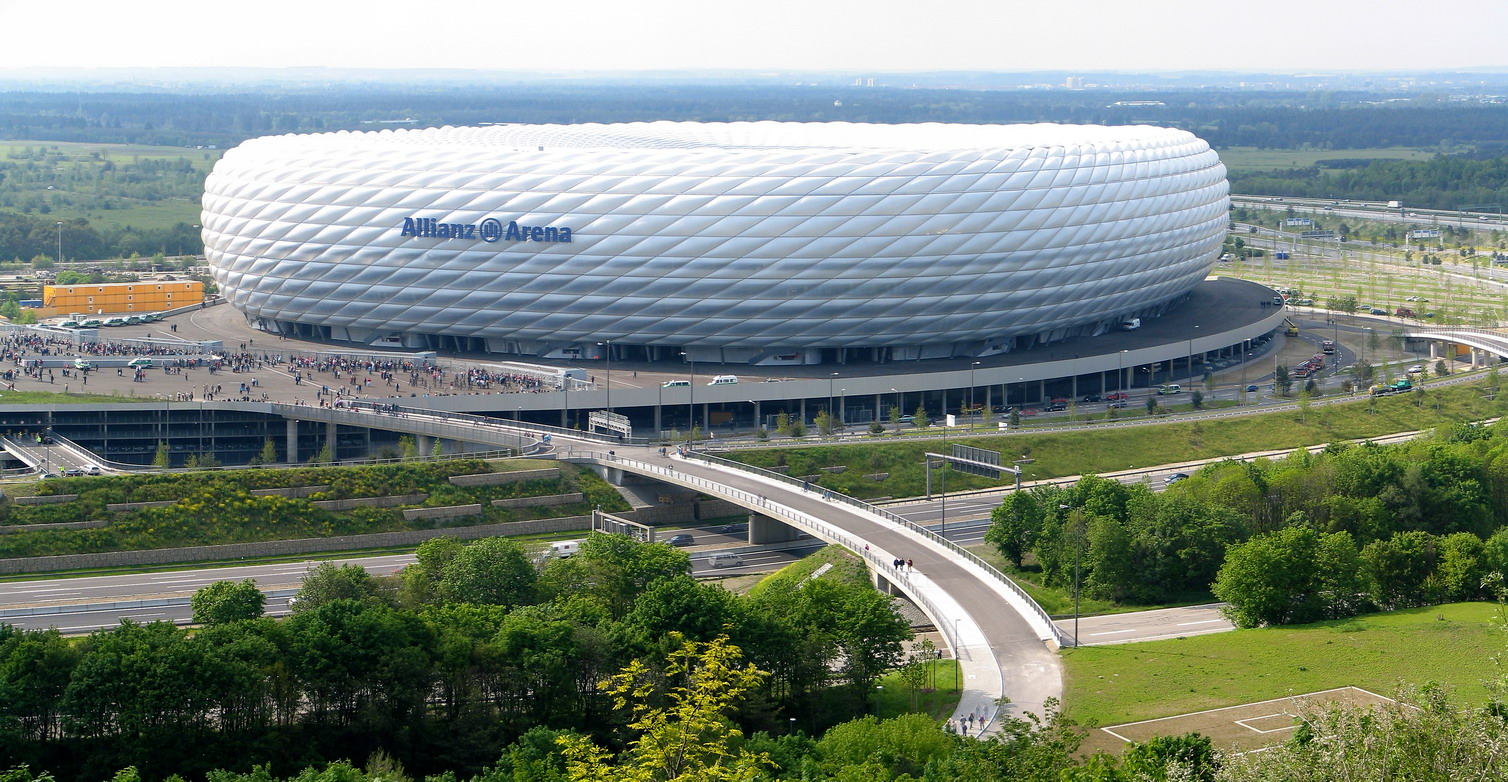
L'Allianz Arena in Monaco di Baviera, Germania

A partire dalla sua apertura nel 2006, Allianz ha acquistato i diritti di nome sul nome dell'Allianz Arena, uno stadio di calcio nella zona nord di Monaco di Baviera, Germania,  usufruito dalle due squadre principali della città: Bayern Monaco e Monaco 1860 (fino al 2016-2017).
Nello stesso anno ha acquistato la squadra calcistica polacca del Górnik Zabrze, poi rivenduta nel dicembre 2011.
Nel luglio 2012, Allianz ha acquisito i diritti sul nome del nuovo stadio di Nizza, l'Allianz Riviera, inaugurato nel settembre 2013; mentre nel giugno 2017 ha acquisito i diritti sul nome dello Juventus Stadium.

### Altri sport
Dal 2006, è sponsor del Comitato Paralimpico Internazionale (IPC).
Nel 2018 Allianz ha acquisito i diritti sul nome del PalaTrieste, il Palasport di Trieste, divenendo Allianz Dome fino al 2023; mentre a partire dal 29 novembre 2019 Allianz diventa main sponsor della Pallacanestro Trieste 2004 per le successive tre stagioni.
Nel gennaio 2021 diventa partner assicurativo mondiale per i giochi olimpici e paralimpici per il periodo 2021-2028.